# Szymon Komasa
Szymon Komasa (ur. 10 lipca 1985 w Poznaniu) – polski śpiewak (baryton) i aktor, syn wokalistki Giny Komasy i aktora Wiesława Komasy, brat reżysera Jana Komasy i brat-bliźniak wokalistki Mary Komasy oraz brat kostiumolog Zofii Komasy. Absolwent Akademii Muzycznej im. G. i K. Bacewiczów w Łodzi oraz Guildhall School of Music and Drama w Londynie. Ukończył program «Artist Diploma of Opera Singing» w Juilliard School w Nowym Jorku. Laureat wielu międzynarodowych konkursów operowych, m.in. BBC Cardiff Singer of the World (2011), Międzynarodowego Konkursu Wokalnego im. Veronici Dunne w Dublinie w (2011), Międzynarodowego Konkursu im. Marcelli Sembrich-Kochańskiej w Nowym Jorku (2014), a także pieśniarskich – Międzynarodowy Festiwal i Konkurs Sztuki Wokalnej im. Ady Sari w Nowym Sączu (2009). Wystąpił w Carnegie Hall w Nowym Jorku (2012) oraz w Wigmore Hall w Londynie (2012). W 2019 roku ukazał się jego debiutancki album (wspólny z pianistą Oskarem Jeziorem) Polish Love Story, nominowany do Fryderyka 2020.

## Dyskografia
Albumy
| Tytuł                                           | Dane dot. albumu                                     |
| ----------------------------------------------- | ---------------------------------------------------- |
| Szymon Komasa, Oskar Jezior – Polish Love Story | - Data: 8 lutego 2019 - Wydawca: Warner Music Poland |

## Filmografia
- 2011: Sala samobójców (jako śpiewak operowy)[4]